# Isaac Grünewald

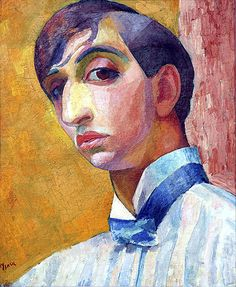
Isaac Grünewald: Selbstporträt (1912)

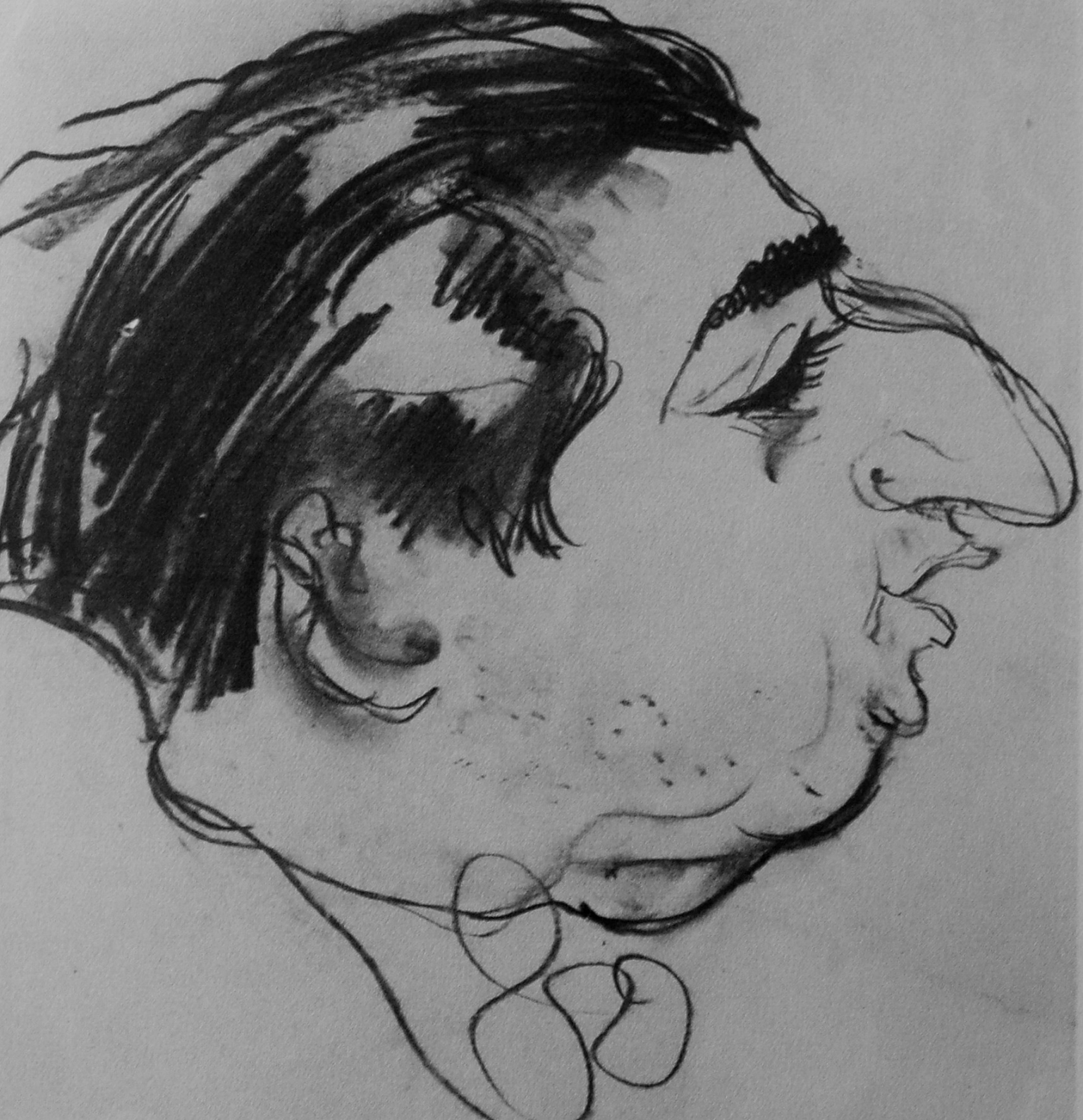
John Jon-And: Karikatur Isaac Grünewald (vor 1941)

Isaac Grünewald (geboren 2. September 1889 in Stockholm; gestorben 22. Mai 1946 bei Oslo) war ein schwedischer Maler, Grafiker und Bühnenbildner.

## Leben
Grünewald war ein Sohn des Hof- und Antiquitätenhändlers Bernard Wolf Grünwald und dessen Frau Laschke Schifre, geborene Sofia Elisabet Löw. Er studierte von 1905 bis 1908 an der Konstnärsförbundets skola (Schule der Künstlervereinigung) in Stockholm und von 1908 bis 1911 an der Académie Matisse in Paris. Mit seinem Talent sowie als Redner und Wortführer spielte er eine zentrale Rolle in der modernen Malerei in Schweden.
Grünewald war ein bahnbrechender Bühnenbildner, zum Beispiel mit den Kostümen und der Dekoration für Simson och Delila (Samson et Dalila) an der Königlichen Oper Stockholm (1920/21, dann im Repertoire bis 1956). Er schuf etwa 30 Bühnenbilder in Stockholm, Paris und Kopenhagen. Seine umfangreichsten Werke sind die Wand- und Deckenbilder sowie der Teppich (1926) im so genannten Grünewaldsalen des Stockholmer Konserthuset. Auch dessen hellblaue Fassade (1918) geht auf ihn zurück. Weitere künstlerische Arbeiten sind die Ausgestaltung des Passagierschiffs Kungsholm (1928) und Gouachen und Aquarelle aus Spanien, Südfrankreich und Lappland.
Von 1932 bis 1942 war er Professor an der Königlichen Kunsthochschule und ab 1941/42 hatte er eine eigene Kunst- und Malerschule in seinem alten Atelier in der Nähe von Slussen in Kopenhagen.
Wegen seiner jüdischen Herkunft wurde Grünewald von der schwedischen Presse angefeindet, und seine Werke wurden als massenproduzierte „Matisse-Imitationen“ abgewertet.

## Tragischer Tod

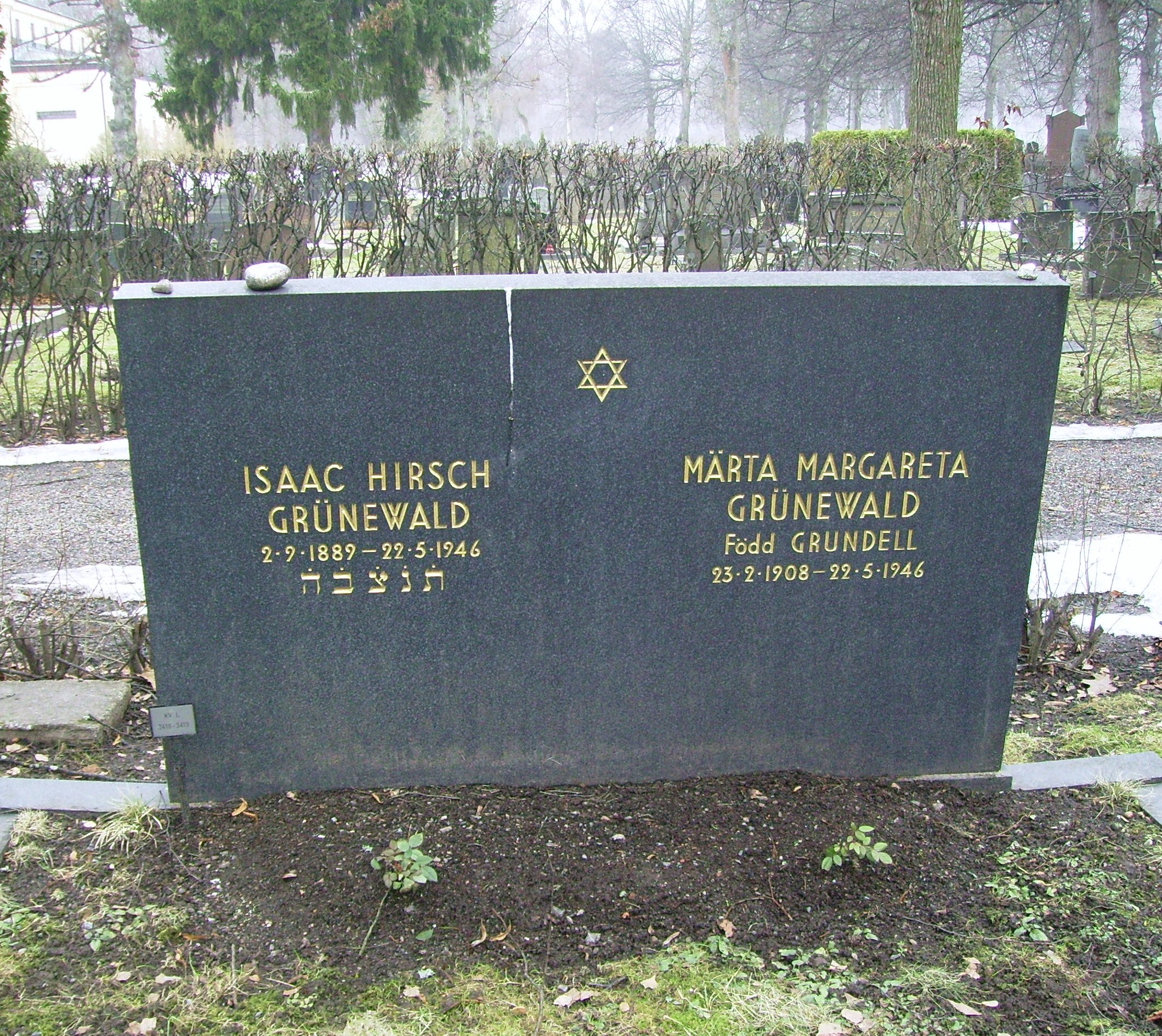
Grabstein der Grünewalds

Am 22. Mai 1946 kamen Grünewald und seine Frau Märta bei einem Flugzeugabsturz nahe dem Flugplatz Fornebu bei Oslo ums Leben. Mit dem Linienflug wollten sie nach Stockholm zurückkehren.
Das um kurz vor 13:00 Uhr gestartete Flugzeug vom Typ Junkers Ju 52/3m der Det Norske Luftfartselskap stürzte wenige Minuten nach dem Start ab. Zehn der elf Passagiere und die dreiköpfige Besatzung kamen ums Leben. Nur ein norwegischer Ingenieur konnte sich schwer verletzt retten. Bei dem Absturz aus rund 150 bis 200 Metern Höhe wurden zudem zwei Wohnhäuser beschädigt. Die sterblichen Überreste der vier schwedischen Passagiere wurden am 27. Mai nach Bromma überführt. Zuvor wurde auf dem Flugplatz Fornebu eine Zeremonie abgehalten, bei der der schwedische Gesandte in Oslo, Johan Beck-Friis, sein Bedauern über den Verlust einiger der besten Männer Norwegens zum Ausdruck brachte. Im Namen der norwegischen Künstler legte der Maler Ulrik Hendriksen (1891–1960) einen Kranz nieder und die Maler Henrik Sørensen und Per Krohg überbrachten einen letzten Gruß.

## Jubiläums-Ausstellung

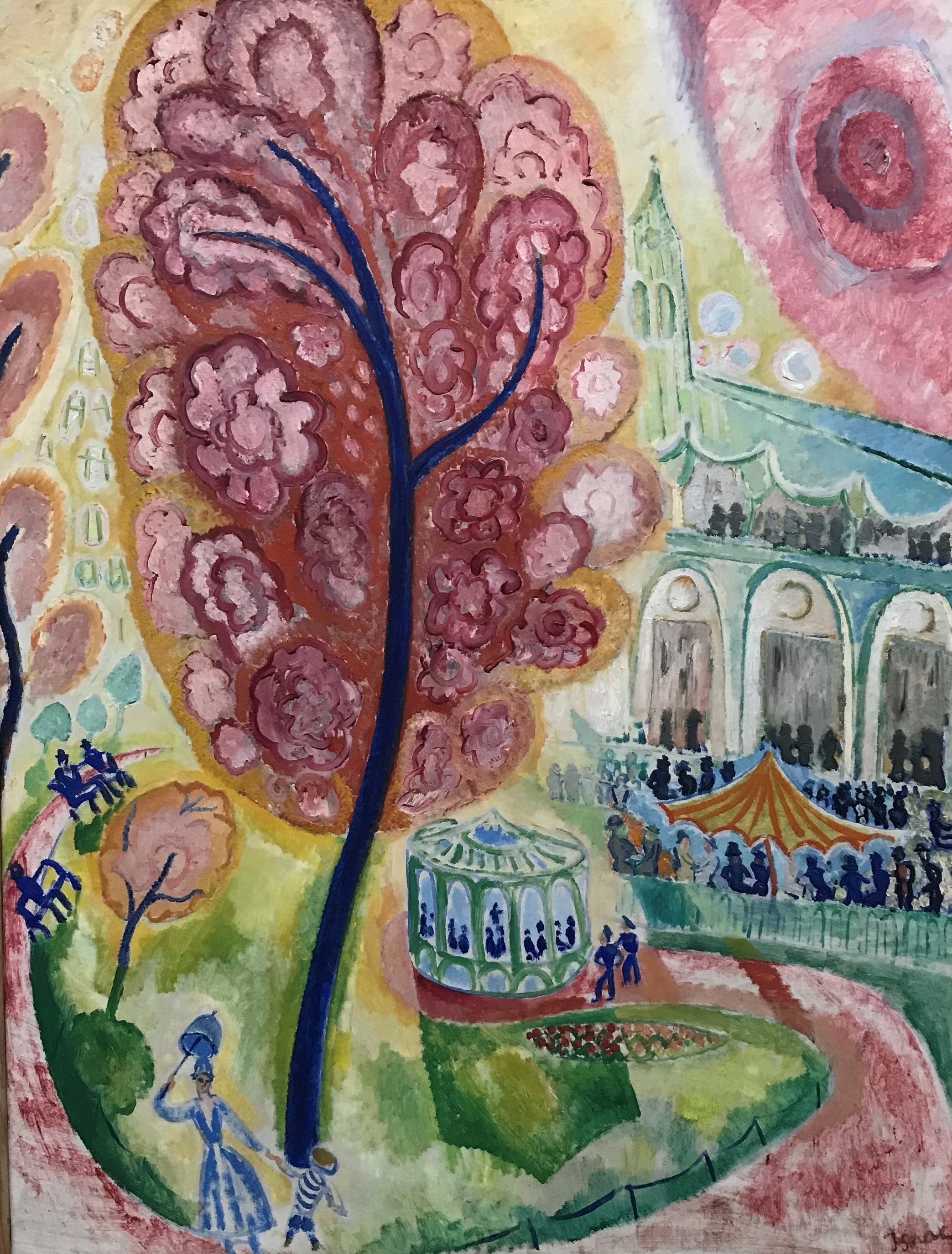
Issac Grünewald: Det sjungande trädet (Der singende Baum, 1915) im Kunstmuseum in Norrköping

Zum 100. Geburtstag Grünewalds fand in der Liljevalchs Konsthall in Stockholm vom 8. September bis 5. November 1989 eine Ausstellung seiner Werke statt. Das Ausstellungsplakat zeigte Det sjungande trädet.

## Werke (Auswahl)
Schriften
- Matisse; och, Expressionism. Wahlström & Widstrand, Stockholm 1844 (schwedisch, Monografie zu Henri Matisse)

Bühnenbilder
- 1925: Oberon, Königliches Theater
- 1926: Antonius och Cleopatra, Konserthusteatern
- 1927: En midsommarnattsdröm

Buchillustrationen
- Oscar Levertin: Kung Salomo och Morolf. 1922.
- Verner von Heidenstam: Vallfart och vandringsår. 1929.

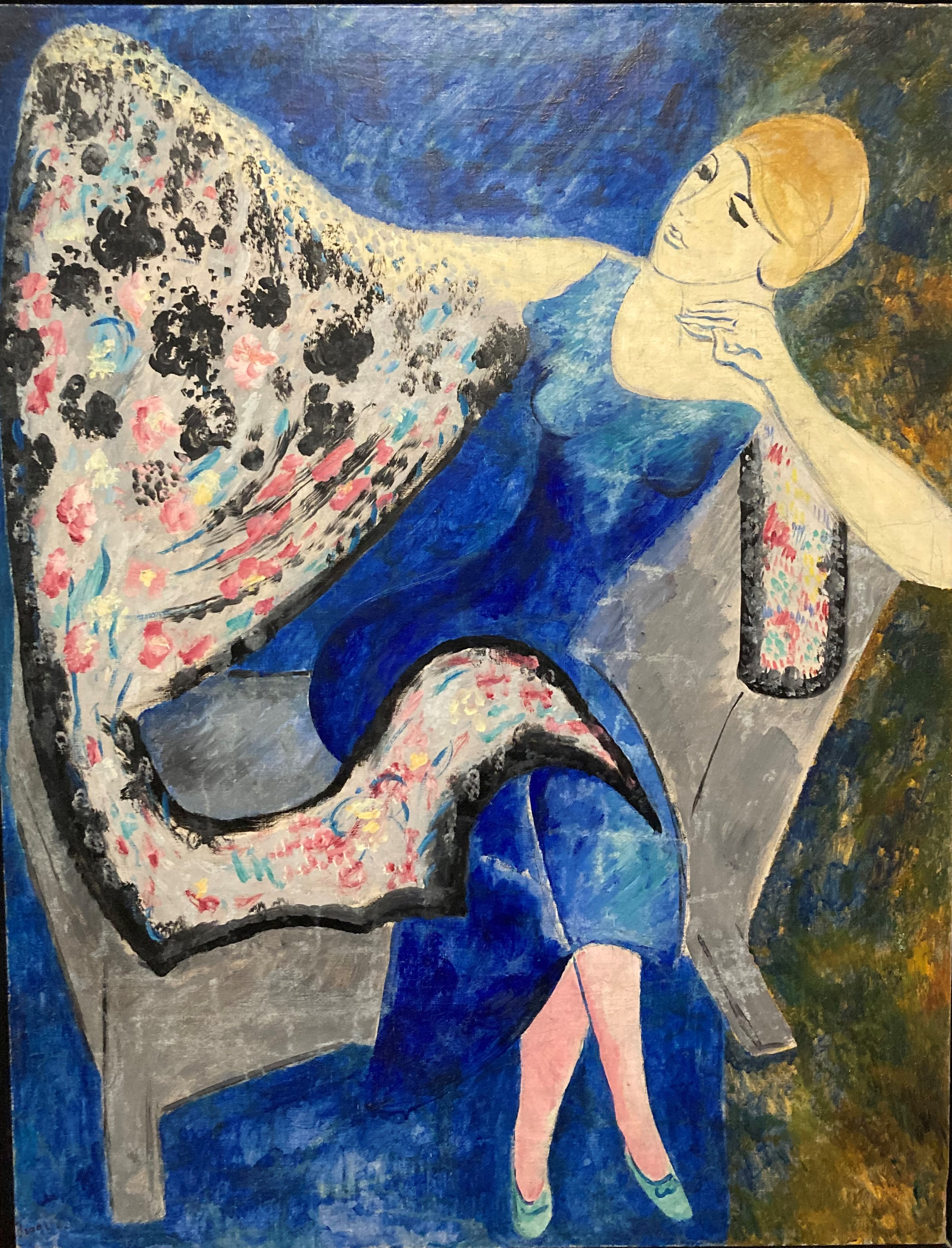
Frau im blauen Kleid (Sigrid Hjertén)
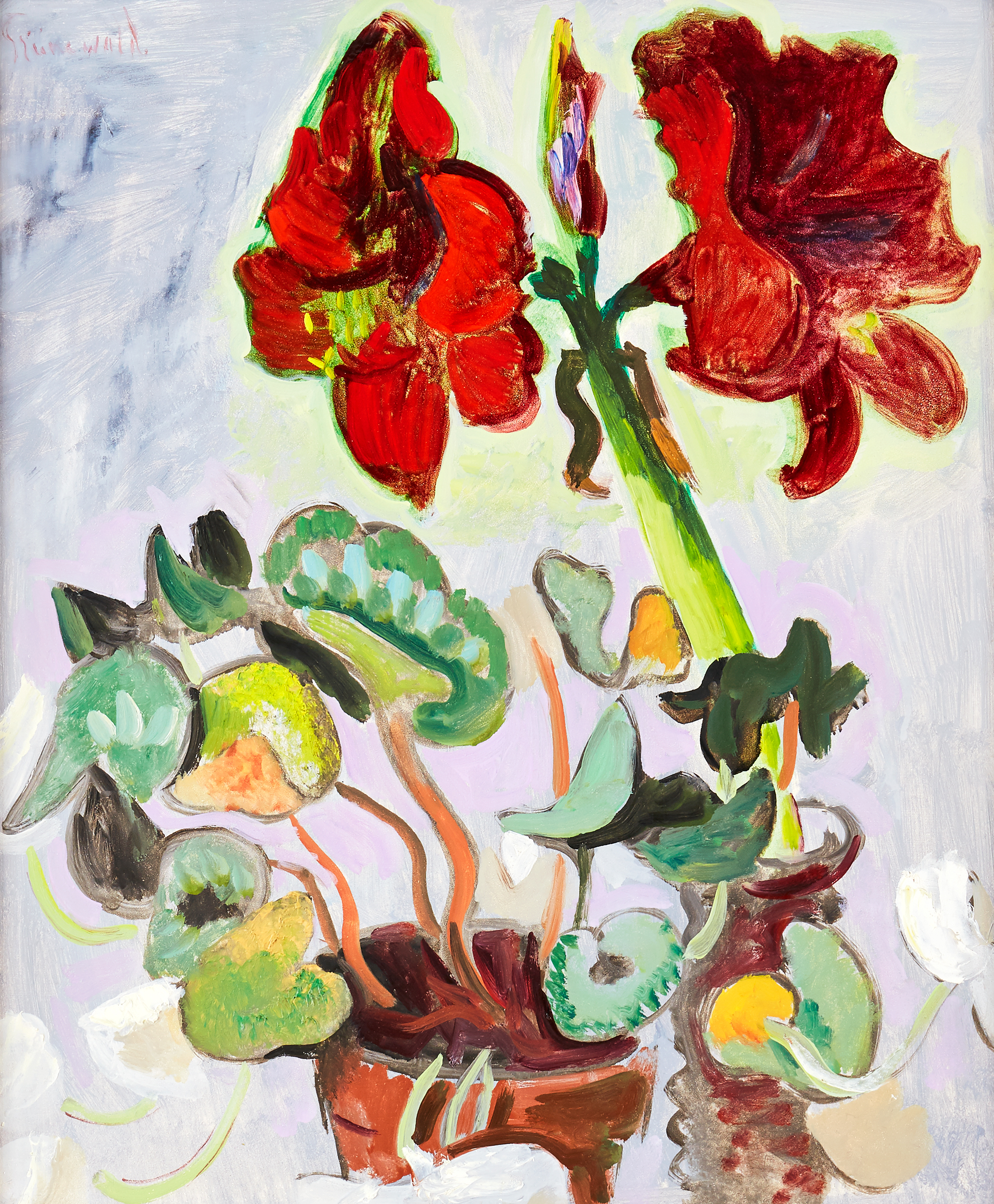
Amaryllis

## Familie
Grünewald war zweimal verheiratet:
- seit dem 9. November 1911 mit der Malerin Sigrid Hjertén (1885–1948). Sie wurde in Paris ausgebildet und stellte ihre Werke 1911 und 1913 im Salon des Indipendants und im Salon d’Automne aus.  Das Paar trennte sich, nachdem bei ihr eine Geisteskrankheit diagnostiziert wurde.
  - Ihr Sohn: Iván Maüsclie Grünewald (geb. 26. November 1911; gest. 23. Juli 1996) war ebenfalls Maler.
- seit dem 20. Dezember 1937 mit  Märta Margareta Grundell (geb. 23. Februar 1908; gest. 22. Mai 1946). Sie war eine Tochter des Majors Oskar Petrus Grundell und der Künstlerin Julia Matilda Hahr.
  - Ihr Sohn: Björn Grünewald (geb. 1940 und verheiratet mit Ann-Britt Jonsson).